# Giovanni Cornacchia
Giovanni Cornacchia   (Pescara, 18 de juny de 1939 - Pescara, 23 de juliol de 2008) fou un atleta italià, especialista en curses de tanques, que va competir durant les dècades de 1950 i 1960.
En el seu palmarès destaca una medalla de plata al Campionat d'Europa d'atletisme de 1962; i a les Universíades de 1965 i una medalla d'or als Jocs del Mediterrani de 1967, sempre en els 110 metres tanques. També guanyà tres campionats italians dels 110 metres tanques, el 1960, 1962 i1964 i va millorar el rècord nacional d'aquesta mateixa distància.
Durant la seva carrera esportiva va prendre part en tres edicions dels Jocs Olímpics d'Estiu. El 1960, a Roma, i 1968, a Ciutat de Mèxic, va quedar eliminat en sèries en la cursa dels 110 metres tanques del programa d'atletisme. El 1964, a Tòquio, fou setè en la mateixa cursa.
El 22 d'octubre de 2009 l'Stadio Adriatico de Pescara fou rebatejat com a Stadio Adriatico – Giovanni Cornacchia.

## Millors marques
- 110 metres tanques. 14.06" (1960)[3][9]